# Oecidiobranchus nowrae
Oecidiobranchus nowrae là một loài chân đều trong họ Desmosomatidae. Loài này được Brix miêu tả khoa học năm 2006.